# Акимов, Леонид Петрович
Леонид Петрович Акимов (р. 15.12.1937, Магадан) — советский и российский инженер и учёный, специалист в области вычислительной техники и программирования.
Окончил Высшее военно-морское инженерно-радиотехническое училище (1960).
- 1961—1965 инженер военного представительства в КБ-1.
- 1966—1968 заместитель начальника лаборатории в ОКБ «Вымпел».
- 1969—1978 начальник сектора НТЦ ЦНПО «Вымпел».
- 1979—1983 начальник отдела НИИ ВК имени Карцева.
- 1984—1997 начальник отдела, зам. начальника Управления министерства внешней торговли СССР, министерства внешнеэкономических связей РФ.

С 1998 г. на пенсии.
Кандидат технических наук, старший научный сотрудник.
Государственная премия СССР (1976) — за участие в разработке ЭВМ М-10.
Награждён орденом «Знак Почёта» (1976) и медалями.